# نهر كواكوي (كاليدونيا الجديدة)
نهر كواكوي هو نهر في كاليدونيا الجديدة. تبلغ مساحة مستجمعه المائي 77 كيلومترًا مربعًا. 